# Transit 1B
Transit 1B – amerykański technologiczny satelita wojskowy, który testował system nawigacji dla okrętów podwodnych US Navy przenoszących pociski balistyczne typu UGM-27 Polaris. Podczas tej misji po raz pierwszy wykonano powtórne odpalenie silnika rakietowego w przestrzeni kosmicznej i zademonstrowano przydatność satelity w nawigacji. Były to pierwsze próby systemu nawigacji satelitarnej Transit, którego następcą jest współczesny system GPS.

## Budowa i działanie

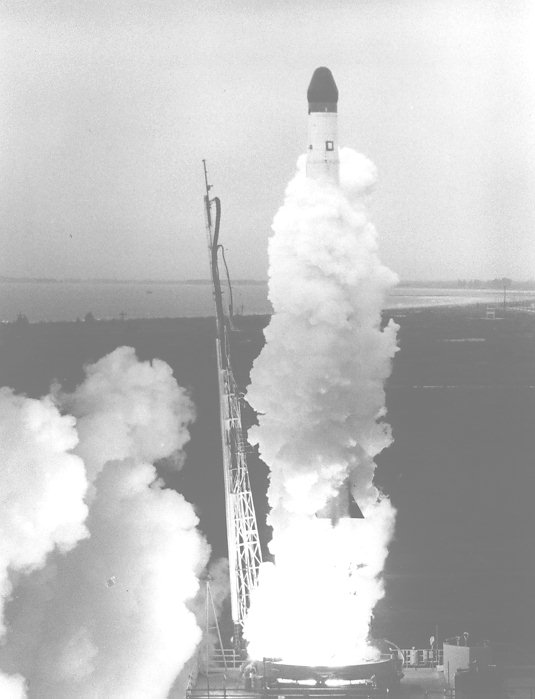
Start rakiety Thor Able Star z satelitą Transit 1B

Statek został zbudowany przez Applied Physics Laboratory Uniwersytetu Hopkinsa (APL) na zlecenie Departamentu Obrony USA. Statek był kulą o średnicy 0,914 m. Posiadał ogniwa słoneczne ładujące akumulatory Ag i NiCd. Około tydzień po starcie Transit 1B zmniejszył swoją prędkość obrotową (ze 168 do 10 obrotów na minutę), wypuszczając dwa ciężarki umieszczone na długim drucie, które zostały potem odrzucone od satelity.
Ładunkiem użytkowym statku były dwa nadajniki radiowe z bardzo stabilnymi oscylatorami. Miały one moc 100 mW i nadawały na dwóch częstotliwościach każdy, 54 i 216 MHz oraz 162 i 324 MHz. Statek posiadał także czujnik podczerwieni do mierzenia albedo Ziemi. Do wysyłania danych używał on częstotliwości 108,03 MHz.
Dzięki wystrzelonemu na orbitę 13 kwietnia 1960 roku satelicie Transit 1B, obok potwierdzenia spłaszczonego kształtu Ziemi, m.in. uwydatniono niedostateczność ówczesnego stanu wiedzy na temat pól grawitacyjnych Ziemi dla celów ustalania orbit satelitów. Wiedza ta była natomiast kluczowa dla spełniania przez system Transit swojej roli nawigacyjnej – do precyzyjnego ustalania bowiem pozycji obiektów na powierzchni Ziemi, niezbędna jest wcześniejsza dokładna znajomość pozycji satelity. Badania dokonane za pomocą już pierwszych satelitów systemu Transit wykazały, że do osiągnięcia wymaganej precyzji ustalenia orbity satelitów, niezbędna jest dokładna wiedza geodezyjna. Stąd też już we wczesnych latach 60. mapowanie geodezyjne powierzchni globu stało się pierwszoplanowym programem badawczym systemu Transit, bez przeprowadzenia którego nie było możliwe spełnienie przez system jego podstawowej roli.

## Opis misji
Miernik albedo zakończył pracę 16 kwietnia 1960. Nadajnik częstotliwości 54 MHz zaprzestał pracy 19 czerwca 1960. Satelita zaprzestał nadawania na pozostałych falach w dniu 12 lipca 1960.
Wraz ze statkiem wyniesiono również model minisatelity GRAB 1, w ramach testowania wynoszenia ładunków typu piggy-back („na doczepkę”), czyli małych satelitów doczepionych do ładunku głównego.